# Паскал Грос
Паскал Грос је професионални немачки фудбалер који игра на позицији везног играча, средина терена. Од 2017. године наступа за Брајтон и Хоув албион у Енглеској првом (Премијер) лиги.
Грос је прошао све младе селекције Немачке, али је прилику да дебитује за сениорски састав добио тек са 32 године. Он је за Немачку дебитовао у пријатељској утакмици против Јапана 9. септембра 2023. године.
Након пет проведених сезона у Инголштаду за 3 милиона фунти Брајтон и Хоув албион реализује његов трансфер у Енглеску лигу. Овај потез Брајтона оцењен је као један од најбољих и најисплативијих трансфера те године у Премијер лиги.
За екипу Брајтона дебитовао је 12. августа 2017. године у поразу свог тима (2:0) од актуелног шампиона, Манчестер ситија.
Поред природне позиције на којој игра (средина терена), Грос је један од ретко поливалентних играча пошто може да покрива још позиције: задњег везног, полушпица, те и комплетну десну страну терена као фул-бек.